# Camara Jones
Camara Jones, ameriška atletinja, * 15. maj 1972, ZDA.
Ni nastopila na poletnih olimpijskih igrah. Na svetovnih prvenstvih je osvojila naslov prvakinje v štafeti 4×400 m leta 1995.